# Diga di Kesikköprü
La diga di Kesikköprü è una diga della Turchia. Si trova nella provincia di Ankara.